# Palacio nuevo de los duques del Infantado
El palacio nuevo de los duques del Infantado fue una quinta de recreo situada en Chamartín de la Rosa, y hoy conservada parcialmente. Es especialmente notable por haber sido lugar de residencia de Napoleón Bonaparte en 1808.

## Historia
Las primeras noticias sobre el origen de la finca datan de finales del siglo XVI cuando pertenecía a Alonso Ramos Fajardo. En 1612 pasaría por el concurso de acreedores de Ramos Fajardo a Sinibardo Feico. Ocho años después, en 1620, la finca es vendida a Pedro de Escobedo quién actuaba en nombre de Francisco de Guillamas y Velázquez, maestro de la cámara real. En este momento la posesión pasa a conocerse también como casa y huerta de Guillamas. Posteriormente tuvo sucesivos propietarios:
- En 1629, el convento de San Pedro Mártir de Toledo, por adjudicación resultante de algunos quebrantos realizados por Guillamas.
- En 1634, el doctor Francisco Antonio Liparulo.El gabinete de Napoleón en el palacio

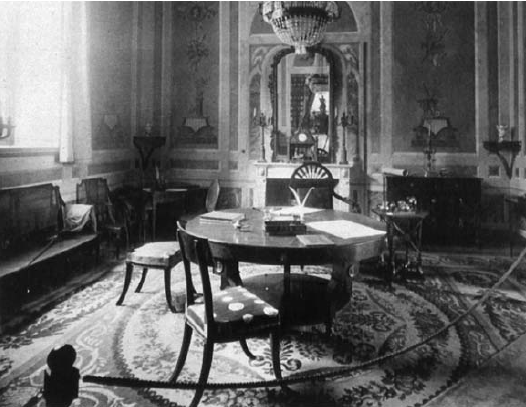
El gabinete de Napoleón en el palacio

- En 1636, el doctor Francisco López de Zárate, arcediano de Aza en la catedral de Osma.
- En 1646, Juan Fernández-Garro.

En 1661, la propiedad es comprada por el magistrado Juan de Góngora. Este noble era propietario, desde 1655, de la quinta de los duques de Pastrana situada a pocos metros de esta quinta. Así mismo en 1660 había adquirido el señorío de la villa de Chamartín a los Trejo. Cinco años después, Juan de Góngora vendió la finca a favor de Ana de Molina, viuda de José de Espejo.
En 1746 la propiedad fue adquirida por María Francisca de Silva, XI duquesa del Infantado, quien mandó derribar la edificación existente y realizar una nueva construcción que sería finalizada en 1750. 
El 2 de diciembre de 1808, durante su venida a España para reponer a su hermano José I en el trono, se aloja en este palacio. El palacio, como el resto de bienes de la casa del Infantado se encontraban incautados por el gobierno josefino. La propiedad conservó la mesa en la que tradicionalmente se considera que Napoleón Bonaparte habría firmado las Capitulaciones de Madrid.
A mediados del siglo XIX la propiedad sería cedida a las madres de la Sociedad del Sagrado Corazón para formar un colegio que permanece en la actualidad.

## Descripción
El palacio construido a mediados del siglo XVIII era de planta cuadrada, de líneas sencillas y de gusto neoclásico. La fachada al jardín, según Lasso de la Vega, contaba con nueve huecos de ventanas. En su interior contaba con una serie de habitaciones decoradas al estilo pompeyano. También albergaba un oratorio presidido por un Crucifijo de Pedro de Mena que después pasó a la iglesia de San Andrés.